# Gieorgij Aleksiejew
Gieorgij Aleksandrowicz Aleksiejew, ros. Георгий Александрович Алексеев (ur. ?, zm. po 1954 r.) – radziecki inżynier, przewodniczący Komitetu Rosyjskiego przy Komisariacie Generalnym "Ostland", a następnie "Pomocy Ludowej" Głównego Zarządu Cywilnego Komitetu Wyzwolenia Narodów Rosji podczas II wojny światowej, emigracyjny działacz antysowiecki
Z wykształcenia był inżynierem. Po ataku wojsk niemieckich na ZSRR 22 czerwca 1941 r., podjął kolaborację z okupantami. Był dyrektorem kuzniecowskiej fabryki porcelany w okupowanej Rydze. Na pocz. 1944 r. objął funkcję przewodniczącego miejscowego Komitetu Rosyjskiego przy Komisariacie Generalnym "Ostland". Pod koniec 1944 r. wstąpił do nowo powołanego Komitetu Wyzwolenia Narodów Rosji (KONR). Stanął na czele "Pomocy Ludowej" Głównego Zarządu Cywilnego KONR, która zajmowała się pomocą społeczną sowieckim uchodźcom i ostarbeiterom. Po zakończeniu wojny uniknął deportacji do ZSRR. Wyemigrował do Australii, gdzie od 1954 r. sprawował funkcję honorowego przewodniczącego Związku Walki o Wyzwolenie Narodów Rosji.